# Златна колајна
Златна колајна је главна награда на Фестивалу монодраме и пантомиме. Додељује се за неколико различитих категорија. Златна колајна "Маја Димитријевић" додељује се за најбољу монодраму. Златна колајна за пантомиму се додељује најбољој представи из те категорије. Ове награде додељује стручни жири. Жири публике додељује златну колајну "Синиша Дашић" најуспешнијем учеснику Фестивала. Последњи добитник је Слободан Бештић за монодраму "Ноћни писац".

## Опис награде
Награда се састоји од повеље и злате колајне, чије је вајарско решење креирао Небојша Митрић. Са једне стране се налази натпис "ЗЕМУН" и Грб Земуна, а са друге се налази драмски уметник извођач у сценском простору.